# Хронологија Народноослободилачке борбе новембар 1941.
Хронолошки преглед важнијих догађаја везаних за Народноослободилачку борбу народа Југославије, који су се десили током новембра месеца 1941. године:
| ← октобар · Хронологија Народноослободилачке борбе у 1941. години · децембар → |

### 1. новембар
- У Љубљани одржана четврта пленарна седница Врховног пленума, на којој је прихваћен програм Ослободилне фронте.
- Код села Св. Хелене, близу Цеља, Први штајерски партизански батаљон водио борбе против немачких полицијских снага. У борби је погинуо пушкомитраљезац Похорске партизанске чете Ангел Беседњак Дон (1914—1941), народни херој.

### 2. новембар
- Четници Драже Михаиловића напали Ужице, које су бранили делови Ужичког НОП одреда. У борбама на Трешњици делови Ужичког НОП одреда успели да разбију четничку групацију, одбране Ужице и избију пред Пожегу.
- Четници Драже Михаиловића напали Моравичку чету Ужичког НОП одреда у Ивањици. После дванаесточасовне борбе напад је одбијен, а четницима нанети осетни губици. У тој борби погинуо је и политички комесар Ариљског батаљона Стеван Чоловић (1910—1941), народни херој.

### 3. новембар
- По наређењу Врховног штаба НОП одреда, делови Ужичког и Чачанског НОП одреда напали четнике и после оштре борбе која је трајала читав дан, заузели Пожегу. Међу погинулима био је и командант Драгачевског батаљона Чачанског НОП одреда Богдан Капелан (1914—1941), народни херој.

### 5. новембар
- У Београду немачка полиција и специјална полиција ухапсили око 300 интелектуалаца, под изговором да су комунисти, масони и англофили, и као таоце их затворили у логор на Бањици.
- У Ужицу од Словенаца, прогнаних у Србију, формирана Словеначка партизанска чета.
- Код села Тулова, код Власотинаца, погинуо политички комесар Кукавичког НОП одреда Владимир Ђорђевић (1905—1941), народни херој.

### 6. новембар
- Бугарска полиција ухапсила секретара Покрајинског комитета КПЈ за Македонију Лазара Колишевског. Руковођење Покрајинским комитетом преузео Бане Андреев.

### 7. новембар
- Четници Драже Михаиловића предали ултиматум Штабу Чачанског НОП одреда: да се до 16 часова партизанска посада Чачка преда са целокупним наоружањем, у противном ће град ставити под артиљеријску ватру. Пошто је Штаб Чачанског НОП одреда одбацио ултиматум, око 1.500 четника је напало град. Делови Чачанског НОП одреда, пошто су преотели артиљерску батерију и један тенк, у огорченој борби која је трајала до 3 часа по поноћи, разбили су нападаче, заробивши око 400 четника.

### 11. новембар
- У Совјетском Савезу отпочеле емисије радио-станице „Слободна Југославија“.
- У селу Дивцима, код Ваљева, командант Југословенске војске у отаџбини Дража Михаиловић водио разговоре са представницима Вермахта и обећао му да ће четници водити борбу против партизана, а неће пружати отпор немачким трупама.

### 13. новембар
- Отпочео напад делова Ужичког НОП одреда на четнике Драже Михаиловића на Равној гори. У борбама вођеним до 20. новембра четници су били потпуно разбијени, због чега је Дража Михаиловић замолио прекид ватре и понудио преговоре, што је Врховни штаб НОП-а прихватио.

### 15. новембар
- У селу Гостиљу, код Подгорице, одржано саветовање Главног штаба НОП одреда за Црну Гору и Боку на ком је извршена детаљна анализа борбених дејстава, стања у одредима и активности одреда на терену. На саветовању је закључено да се постојећа структура партизанских јединица ускладити са одлукама Саветовања Главног штаба НОП-а у Столицама; Затим је изнето бројно стање НОП одреда: Зетски НОП одред - 1.735 бораца, Ловћенски НОП одред - 500 бораца, Дурмиторски НОП одред - 1.340 и Комски НОП одред 900 бораца. На саветовању је донесена одлука да се формира Црногорски НОП одред за операције у Санџаку, како би се олакшало повлачење партизанских снага из Србије.

### 17. новембар
- Партизанска акција у Карловцу новембра 1941. — Под руководством политичког комесара Команде НОП одреда Кордуна и Баније, Већеслава Хољевца, 24 борца Првог кордунашког партизанског батаљона, преобучена у домобранске униформе, ушла у Карловац с циљем да ослободе Маријана Чавића Гргу, члана ОК КПХ за Карловац. Пошто се Чавић није налазио у болници, већ у полицији, ова акција није успела. При повратку из града партизани су убили 6 италијанских војника и 2 усташа.
- У Сплиту италијански окупатор ухапсио секретара ЦК КПХ Рада Кончара, који је покушао да се спасе бекством, али је рањен у ногу.

### 18. новембар
- У селу Гложане, код Кучева, Пожаревачки НОП одред водио оштру борбу против четника и добровољаца, у којој је, поред осталих, погинуо и командант Одреда Вељко Дугошевић (1910—1941), народни херој. После ове борбе дошло је до осипања бораца Пожаревачког НОП одреда.

### 20. новембар
- У селу Метку (Медак), код Госпића, четници убили команданта Трећег партизанског батаљона Првог личког НОП одреда "Велебит" Петра Вуксана Пекишу (1905—1941), народног хероја.

### 26. новембар
- У Ужицу Врховни штаб НОП одреда Југославије, на састанку са војним и политичким руководиоцима НОП одреда, који су били захваћени непријатељском офанзивом, донео одлуку да се што упорније брани слободна територија западне Србије, а потом да се део снага повлачи за Санџак, а други део забаци непријатељу за леђа и даље дејствује на додељеним теренима. у вези с тим, он је Главном штабу НОП одреда за Црну Гору и Боку наредио да са потчињеним јединицама повећа активност према Србији ради прихвата снага које се буду повлачиле за Санџак.

### 27. новембар
- У Београду, у затвору Специјалне полиције, злогласној „Главњачи“, од последица вишедневне полицијске тортуре преминула чланица КПЈ Надежда Нада Пурић (1903—1941), народни херој.

### 28. новембар
- Врховни штаб НОП одреда Југославије наредио Радничком батаљону Ужичког НОП одреда, који је ојачан са две чете Ужичког и две чете Посавског НОП одреда (укупне јачине 400-450 бораца) и једним топом 75 mm, да на Кадињачи затвори правац Бајина Башта-Ужице, успори напредовање десне колоне немачке 342. пешадијске дивизије и тиме створи време за извлачење главнине партизанских јединица.
- Код села Мрсаћа, Самиле, Слатине, Мрчајеваца и Враћевшнице немачка 113. пешадијска дивизија савладала отпор делова Краљевачког, Копаоничког, Чачанског и Крагујевачког НОП одреда и ушла у Чачак и Горњи Милановац.
- Јединице немачке 342. дивизије одбациле делове Ужичког НОП одреда са положаја код села Оклетац и заузели Бајину Башту, села Костојевиће и Дуб.

### 29. новембар
- На Кадињачи делови немачке 342. пешадијске дивизије, уз подршку авијације, око 8 часова напали ојачани Раднички батаљон Ужичког НОП одреда. У борби вођеној до поднева браниоци Кадињаче нису дозволили непријатељу да продре у Ужице. Тек када је изгинуо читав Раднички батаљон, са командантом Ужичког НОП одреда Душаном Јерковићем (1914—1941), политичким комесаром Посавског НОП одреда Бором Марковићем (1907—1941), народним херојима и командантом Радничког батаљона Андријом Ђуровићем, немачке јединице су успеле да пређу преко Кадињаче и истог дана увече уђу у Ужице.
- Делови немачке 342. пешадијске дивизије сломили отпор делова Посавског и Ужичког НОП одреда у рејонима села Карана, ушли у Ужице, а затим и Пожегу, где су се спојили са деловима немачке 113. пешадијске дивизије.
- Код села Дријетања, близу Ужица, у борби против немачких војника погинули први председник Главног Народноослободилачког одбора Србије Драгојло Дудић (1887—1941) и секретар Окружног комитета КПЈ за Ужице Желимир Ђурић Жељо (1919—1941), народни хероји.
- Главни штаб НОП одреда за Црну Гору и Боку наредио преформирање Дурмиторског НОП одреда у Дурмиторски и Никшићки НОП одред, а Зетског НОП одреда у НОП одред „Бијели Павле“ и Зетски НОП одред. Тако је на територији Главног штаба за Црну Гору и Боку постојало шест НОП одреда: Дурмиторски, Ловћенски, Комски, Никшићки, Зетски и „Бијели Павле“.
- По наређењу Штаба групе НОП одреда за Лику формиран партизански батаљон "Марко Орешковић".

### 30. новембар
- На Равној гори одржано саветовање четничких команданата на коме је командант Југословенске војске у отаџбини Дража Михаиловић говорио о вођењу борбе против партизана и о легализацији четничких одреда код окупатора.
- У Чајетини, на Палисаду и Краљевим водама делови немачке 342. пешадијске дивизије заробили и побили неколико стотина рањених партизана који нису могли бити евакуисани због недостатка транспортних средстава.
- У Горажду потписан споразум између команде четничких снага у Босни и Херцеговини и представника Штаба италијанског 6. армијског корпуса о заједничкој борби против партизана.
- Код села Сјеничке Стијене, близу Подгорице, батаљон "Марко Миљанов" Зетског НОП одреда разбио ојачани италијански батаљон алпинаца и одбацио га ка Подгорици уз губитке од око 100 мртвих и рањених и око 60 заробљених италијанских војника и официра. Заплењено: 6 минобацача, 2 митраљеза, 17 пушко-митраљеза, 182 пушке, већа количина муниције и остале војне опреме, међу којима и једна радио-станица. Партизани су имали 6 мртвих и 10 рањених бораца.
- На подручју кореничког среза, по наређењу Штаба групе НОП одреда за Лику формиран партизански батаљон "Огњен Прица".